# Pacific PR01
La Pacific PR01 è la monoposto impiegata dalla Pacific Racing nel campionato mondiale di Formula 1 1994.

## Origini della macchina
La vettura fu disegnata dal progettista Paul Brown con l'apporto di Adrian Reynard e Frank Coppuck: il telaio era derivato da una monoposto Reynard di Formula 3000, opportunamente adattato alle regole della Formula 1, mentre il motore era un V10 Ilmor, sviluppato nel 1992 in collaborazione con Mercedes-Benz.
L'obiettivo del team Pacific era di far competere la vettura già nel 1993, ma i problemi finanziari che affliggevano la squadra costrinsero a posticipare di un anno il debutto della monoposto.
Il nome dell'auto (PR01) consiste nelle iniziali del nome della scuderia (Pacific Racing) accompagnate dal numero 01 (a rimarcare che si trattava del primo modello di monoposto da Formula 1 costruito dalla squadra inglese). Come piloti furono ingaggiati Paul Belmondo e Bertrand Gachot, mentre i collaudatori erano Oliver Gavin e Giovanni Lavaggi. La livrea era argentea, con "onde" blu e fucsia.

## Rendimento
La vettura non era stata sottoposta ad alcun test in galleria del vento e nel periodo pre-stagionale aveva percorso poche decine di chilometri di test. In aggiunta, come già accennato, essa era stata progettata nel 1993, mentre il motore V10 Ilmor dal 3,5 L risaliva addirittura a due anni prima. Per tutte queste ragioni, quando nel 1994 fu portata in pista (dopo essere stata adeguata ai regolamenti in vigore), la PR01 palesò presto la propria inefficienza.
A tal proposito occorre ricordare che la Pacific disponeva di un budget estremamente ridotto e non aveva uno sponsor principale (la vettura presentò sulla carrozzeria marchi diversi di gara in gara): tale deficit di risorse quasi azzerò le possibilità di migliorare la vettura, che durante la stagione non ricevette modifiche incisive, nemmeno dopo il tragico GP di San Marino. Gli unici aggiornamenti riguardarono le sospensioni e il muso (che in alcune gare si presentava basso e spiovente, in altre alto e collegato all'ala anteriore con due montanti paralleli), ma non produssero benefici tangibili.
Al debutto nelle competizioni, in Brasile, il solo Gachot riuscì a qualificarsi per la gara, ma si dovette ritirare a seguito di un incidente. Entrambe le vetture rimasero poi escluse dal GP del Pacifico, mentre al susseguente GP di San Marino fu di nuovo Gachot a conquistare l'ultima piazza in griglia (complice l'infortunio occorso a Rubens Barrichello, che aveva ridotto il numero di macchine al via delle prove), dovendo però fermarsi a seguito di un problema idraulico. Nei due gran premi seguenti Belmondo e Gachot riuscirono entrambi a qualificarsi, salvo poi doversi ritirare in gara. Gachot si qualificò poi in Canada, ma un ulteriore problema idraulico lo costrinse al ritiro. Nelle restanti gare nessuno dei due piloti riuscì più a superare il "taglio" delle qualifiche; il team pensò finanche di non schierare le monoposto al via delle ultime prove iridate, per lavorare con tutte le risorse sulla costruenda monoposto per il 1995, ma tale scelta avrebbe comportato il pagamento di una pesante multa alla FIA, sicché si preferì gareggiare fino all'ultimo.

## Risultati completi in Formula 1
- Legenda: NQ = non qualificato; Rit = ritirato

| Anno | Team           | Motore          | Gomme | Piloti          | Gare | Gare | Gare | Gare | Gare | Gare | Gare | Gare | Gare | Gare | Gare | Gare | Gare | Gare | Gare | Gare | Punti | Pos. |
| ---- | -------------- | --------------- | ----- | --------------- | ---- | ---- | ---- | ---- | ---- | ---- | ---- | ---- | ---- | ---- | ---- | ---- | ---- | ---- | ---- | ---- | ----- | ---- |
| 1994 | Pacific Racing | Ilmor 2175A V10 | G     |                 | BRA  | PAC  | SMR  | MON  | ESP  | CAN  | FRA  | GBR  | GER  | HUN  | BEL  | ITA  | POR  | EUR  | JPN  | AUS  | 0     | NC   |
| 1994 | Pacific Racing | Ilmor 2175A V10 | G     | Paul Belmondo   | NQ   | NQ   | NQ   | Rit  | Rit  | NQ   | NQ   | NQ   | NQ   | NQ   | NQ   | NQ   | NQ   | NQ   | NQ   | NQ   | 0     | NC   |
| 1994 | Pacific Racing | Ilmor 2175A V10 | G     | Bertrand Gachot | Rit  | NQ   | Rit  | Rit  | Rit  | Rit  | NQ   | NQ   | NQ   | NQ   | NQ   | NQ   | NQ   | NQ   | NQ   | NQ   | 0     | NC   |